# Pat Brown

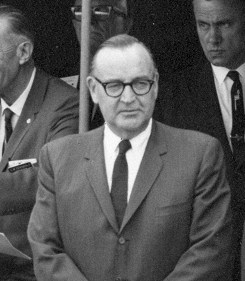
Pat Brown (1964)

Edmund Gerald „Pat“ Brown sr. (* 21. April 1905 in San Francisco, Kalifornien; † 16. Februar 1996 in Beverly Hills, Kalifornien) war ein US-amerikanischer Politiker (Demokratische Partei). Er war von 1959 bis 1967 der 32. Gouverneur von Kalifornien.
Sein Sohn Jerry Brown war von 1975 bis 1983 und nochmals von 2011 bis 2019 ebenfalls Gouverneur von Kalifornien.

## Leben

### Frühere Jahre und politischer Aufstieg
Edmund Brown, genannt Pat, wurde am 21. April 1905 in San Francisco geboren. Sein Vater war während des Goldrauschs dorthin gezogen und hatte sich als Händler selbständig gemacht. Er wuchs zusammen mit zwei Brüdern und einer Schwester auf. Nachdem er die Lowell High School beendet hatte, begann er ein Jurastudium an der San Francisco Law School, das er 1927 mit dem Bachelor abschloss. Im selben Jahr wurde er von der Rechtsanwaltskammer zugelassen. Bis 1943 arbeitete Brown als Anwalt in Kalifornien. Zwar versuchte er mehrmals in der Politik Fuß zu fassen, so kandidierte er schon 1928 als Republikaner für einen Sitz im kalifornischen Parlament, konnte sich aber, wie auch 1939, als Kandidat der Demokraten, als er sich für das Amt des Staatsanwalts in einem kalifornischen Distrikt wählen lassen wollte, nicht durchsetzen.
Erstmals siegreich war Brown bei der Wahl im Jahr 1943 zum Staatsanwalt seines Heimatdistrikts San Francisco. Vier Jahre später wurde er für eine zweite Amtszeit wiedergewählt, die er aber nicht beendete, da er sich 1950 zum Attorney General Kaliforniens wählen ließ. Bei den Vorwahlen zur Wiederwahl 1954, bei denen die einzelnen Parteien ihre Kandidaten für die Wahl vorabwählen, ist besonders bemerkenswert gewesen, dass er sowohl bei den Demokraten als auch den Republikanern kandidierte und sogar von beiden Parteien gewählt wurde. Da beide Parteien sich auf Brown einigen konnten, war seine Wiederwahl reine Formsache.

### Gouverneur von Kalifornien (1959–1967)

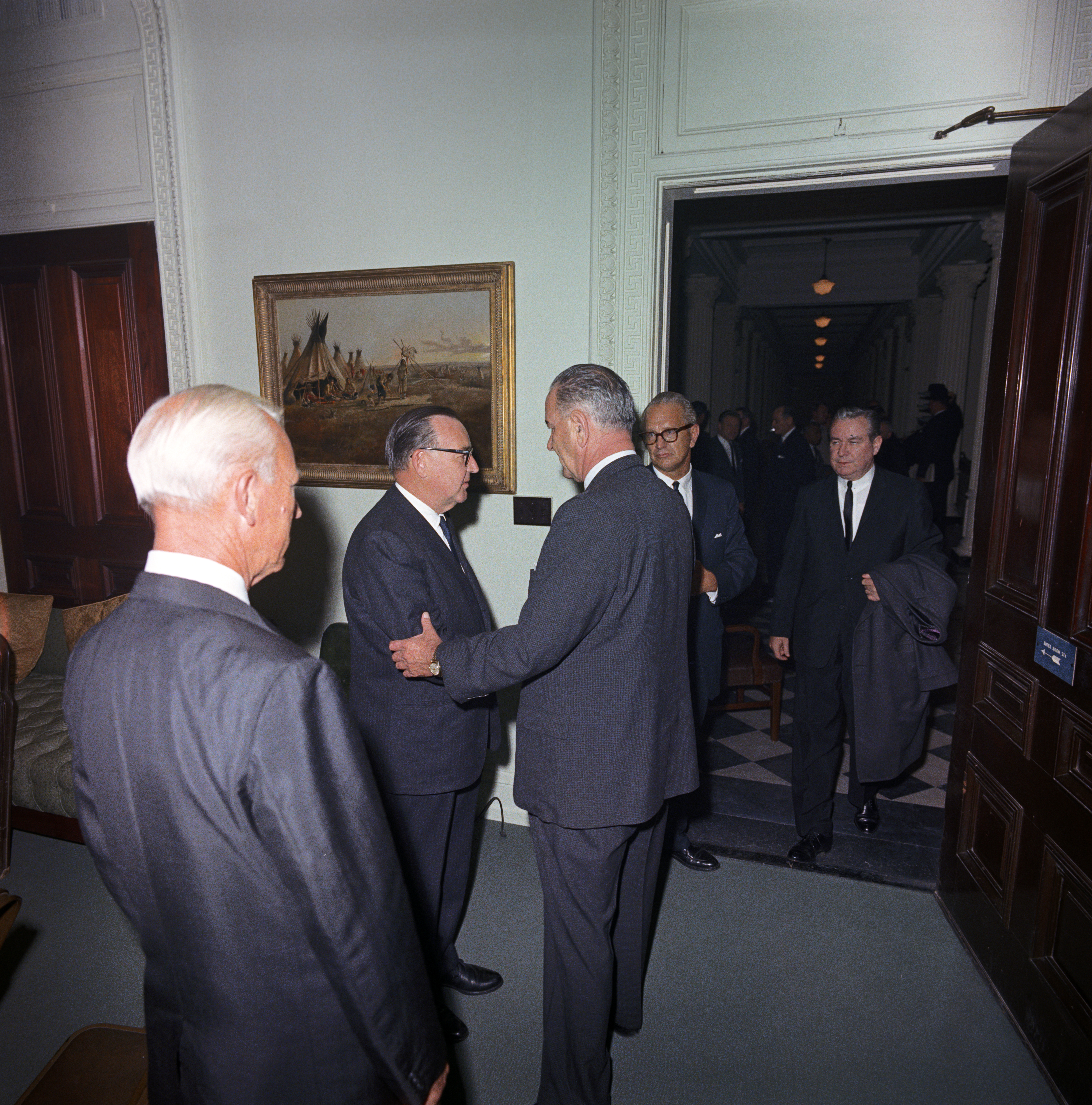
Gouverneur Brown (links mittig) mit Präsident Johnson (rechts vorne), 1963

Im November 1958 gewann er die Gouverneurswahl gegen den republikanischen Senator William F. Knowland mit 59 Prozent der Stimmen. Sein neues Amt trat er am 5. Januar 1959 als Nachfolger von Goodwin Knight an. Während seiner Zeit als Gouverneur setzte Brown sich für den Ausbau der Autobahnen und der Weiterentwicklung der Wasserversorgungssysteme ein. Vor allem sollten die südlichen Landesteile nutzbar gemacht werden. Er baute erheblich soziale Leistungen und das staatliche Schulsystem aus. In seine Amtszeit fiel der Bau von drei weiteren Universitäten und sechs Colleges, welche allen High-School-Absolventen ein Studium zu günstigen Preisen anbieten sollten. Im August 1965 brachen in Watts heftige Rassenunruhen aus. Gouverneur Brown entsandte daraufhin die kalifornische Nationalgarde zur Wiederherstellung der öffentlichen Ordnung. Trotz des Einsatzes der Milizen waren nach den sechstägigen Unruhen 34 Todesopfer und ein Sachschaden von 40 Millionen US-Dollar zu beklagen.
Im Zuge der Präsidentschaftswahl 1964 wurde er als möglicher Vizepräsidentschaftskandidat des amtierenden Präsidenten Lyndon B. Johnson gehandelt. Johnson wählte letztlich jedoch Hubert H. Humphrey als Running Mate aus.
Bei der Gouverneurswahl im November 1962 gewann er mit 51 Prozent der Stimmen gegen den späteren Präsidenten Richard Nixon, für den sich 46 Prozent der Wähler entschieden und der kurz danach sein vorübergehendes Ausscheiden aus der Politik bekannt gab. Im Wahlkampf wurde Brown auch erheblich von Präsident John F. Kennedy unterstützt.
Gouverneur Pat Brown unterzeichnete im Mai 1966 zum Schutze der „wachsenden Bedrohung für die Gesellschaft, vor allem für junge Abenteurer“ einen Gesetzesentwurf, der LSD im Gliedstaat Kalifornien illegal machen sollte. Das Gesetz trat am 6. Oktober 1966 in Kraft und war das erste LSD-Verbot der westlichen Welt.
Im November 1966 strebte Brown eine dritte Amtszeit an, verlor die Wahl jedoch mit einem klaren Ergebnis (41 zu 57 Prozent der Stimmen) gegen seinen republikanischen Herausforderer Ronald Reagan, welcher später ebenfalls Präsident der Vereinigten Staaten werden sollte.

### Spätere Jahre

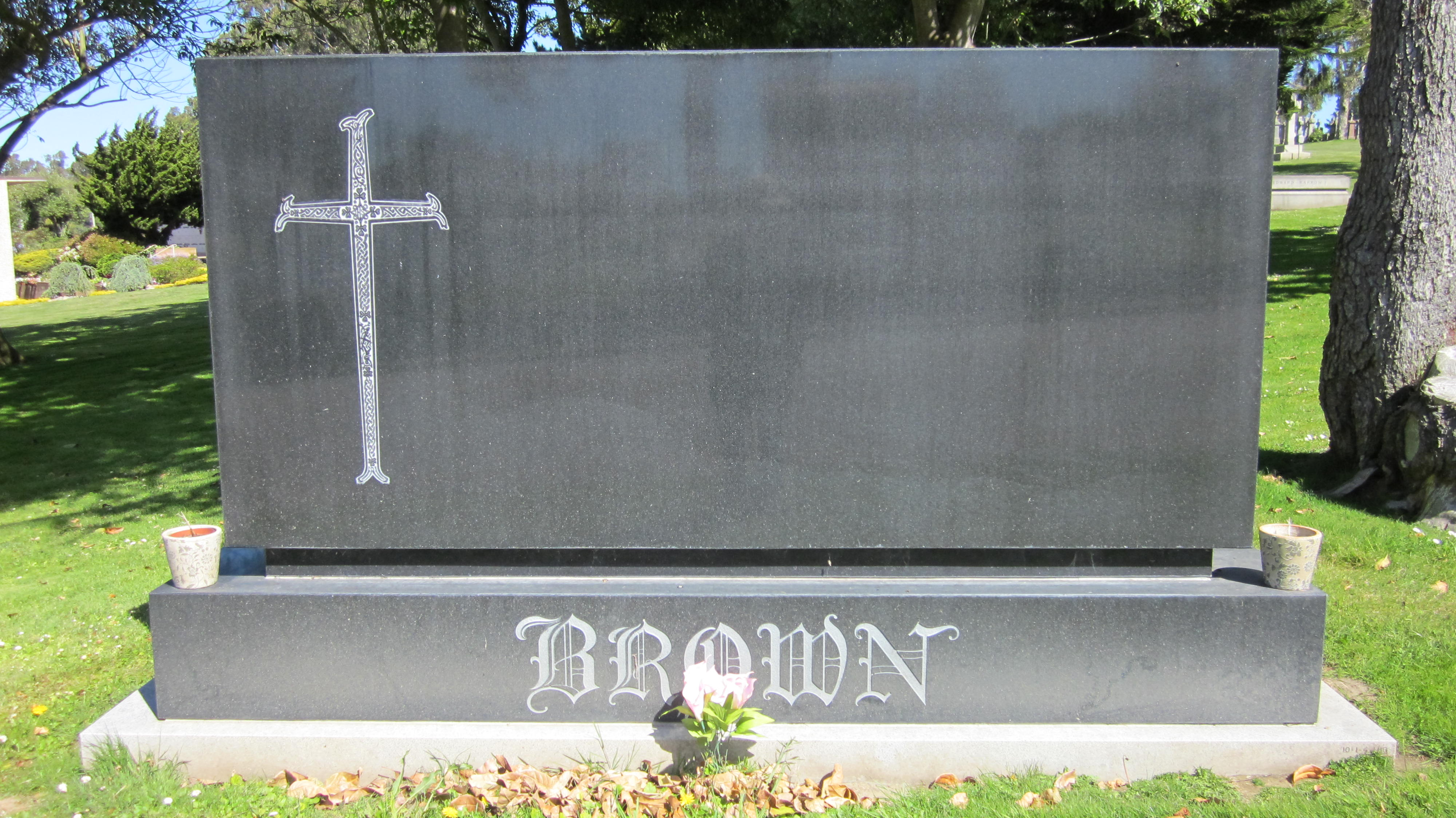
Browns Grab in Colma, Kalifornien

Mit seinem Ausscheiden aus dem Amt im Januar 1967 verband er ebenfalls seinen Ausstieg aus der Politik und so arbeitete Brown bis 1990 wieder als Anwalt in Kalifornien. Edmund Brown starb am 16. Februar 1996 im Alter von 90 Jahren an einem Herzschlag.

## Familie
Auf der High School hatte Brown eine Frau namens Bernice Layne kennengelernt, die er 1930 heiratete. Sie hatten drei Töchter und einen Sohn. Sein Sohn Jerry Brown amtierte zweimal als Gouverneur von Kalifornien (1975 bis 1983 und nochmals von 2011 bis 2019). Seine Tochter Kathleen Brown gehörte der kalifornischen Staatsregierung ebenfalls als State Treasurer an. Im Jahr 1994 kandidierte sie erfolglos für das Gouverneursamt.